# Phthiria freidbergi
Phthiria freidbergi är en tvåvingeart som beskrevs av Zaitzev 2001. Phthiria freidbergi ingår i släktet Phthiria och familjen svävflugor.
Artens utbredningsområde är Israel. Inga underarter finns listade i Catalogue of Life.